# Non siamo angeli (film 1989)
Non siamo angeli (We're No Angels) è un film del 1989 diretto da Neil Jordan, con Robert De Niro, Sean Penn e Demi Moore.
Nonostante il titolo identico, il film non è un remake di Non siamo angeli del 1955.

## Trama
Nel 1935 tre detenuti evadono da un carcere al confine americano-canadese in modo rocambolesco. Uno di loro, Bobby, spietato, per evitare la sedia elettrica fa strage di poliziotti e di chiunque cerchi di fermarlo. Gli altri due, Jim e Ned, inoffensivi, si ritrovano ad accompagnarlo loro malgrado.
Fuori del penitenziario i tre si separano: Bobby va per la sua strada, gli altri due si avviano verso un paesino della frontiera. Qui i due galeotti sono scambiati per due sacerdoti, padre Brown e padre Reilly, accorsi sul posto in occasione della “festa della Vergine lacrimosa”. In questa situazione Jim sembra trovarsi subito a suo agio, e con la sua invidiabile capacità di fare riflessioni bibliche attrae la simpatia e la stima della gente; Ned, invece, vorrebbe partire per il Canada verso la libertà, ma troppe difficoltà ostacolano i suoi progetti.
Intanto lo spietato direttore del carcere, con i suoi subalterni e i cani, è sulle tracce dei fuggitivi. Jim e Ned hanno paura di essere catturati, ma per fortuna il loro travestimento li protegge. Arriva però Bobby che, catturato dalla polizia, minaccia di tradire i due galeotti. Durante la processione solenne succede un pandemonio: Bobby si nasconde sotto il baldacchino della Madonna; Jim è coinvolto nei preparativi delle preghiere; Ned si occupa di una bambina sordomuta, figlia di Molly, una prostituta, per la quale l'uomo prova un'irresistibile attrazione.
Bobby è scoperto dai poliziotti; il galeotto sta per fare una strage ma Jim lo affronta e con l'aiuto dei poliziotti ha la meglio. Ma, per una serie di tragiche circostanze, la statua della Madonna con la bambina di Molly precipita nelle acque del vicino fiume. Ned, pur non sapendo nuotare, si getta nel fiume per salvare la piccola: ci riesce in modo "miracoloso", riemerge con la bambina abbracciato alla statua della Vergine. A questo punto accade un fatto inaspettato: la bambina guarisce e pronuncia alcune parole. I due amici decidono di dividersi: Jim si farà prete sul serio e rimarrà nel paese; Ned invece si avvia verso il Canada insieme a Molly e alla sua bambina.

## Personaggi
- Robert De Niro nel ruolo di Ned un carcerato che fugge di prigione
- Sean Penn nel ruolo di Jim  un carcerato che fugge di prigione
- Demi Moore nel ruolo di Molly una prostituta madre di una bambina sordomuta
- Hoyt Axton nel ruolo di padre Levesque
- Bruno Kirby nel ruolo del vice-sceriffo
- Ray McAnally nel ruolo di Warden
- James Russo nel ruolo di Bobby un altro carcerato, molto pericoloso, fuggito con Ned e Jim
- Wallace Shawn nel ruolo del traduttore del vescovo
- John C. Reilly nel ruolo del giovane monaco

## Accoglienza
Il film ha ottenuto recensioni contrastanti. Rotten Tomatoes ha campionato 19 revisori e è stato giudicato positivo nel 47% delle recensioni, con un punteggio medio di 5. A Roger Ebert è piaciuto il film, dicendo "Robert De Niro e Sean Penn hanno due delle migliori facce nei film: facce incasinate, di traverso con un sacco di malizia negli occhi. "We're No Angels" è un film fatto per quei volti e uno dei piaceri di guardare il film è vederli guardarsi di traverso mentre cercano di trovare una via d'uscita dal complicato pasticcio in cui si trovano." In una recensione retrospettiva (2019), il critico John Hansen ha scritto " "We're No Angels" è stato probabilmente ferito dall'essere poco attraente in superficie sia per gli spettatori religiosi che per quelli non religiosi, con entrambi i gruppi che presumevano che il film non fosse per loro. Ma in realtà è per chiunque ami una commedia realizzata in modo intelligente."

### Box office
Il film ha debuttato all'ottavo posto al botteghino degli Stati Uniti, incassando un totale di $10.500.000 a fronte di spese di produzione di circa 20 milioni di dollari. Allo stesso modo non ha avuto successo in home video.

## Remake
Nel 2004 è stato realizzato un remake iraniano dal titolo The Lizard.
Nel 2013 è stato realizzato un remake indiano in lingua malayalam dal titolo Romans.